# The Great
The Great är en amerikansk satirisk komediserie från 2020. Den första säsongen består av tio avsnitt. Manus har bland annat skrivits av Tony McNamara, och för regin svarar bland andra Colin Bucksey. Serien handlar bland annat om Katarina den stora.
Den svenska premiären ägde rum den 16 maj 2020 på HBO Nordic. Serien bestod av 30 avsnitt över tre säsonger. Det sista avsnittet sändes den 12 maj 2023.

## Handling
The Great handlar om Katarina den storas liv. Från en outsider till den längst sittande regenten i Rysslands historia. Serien följer Katarinas ankomst till Ryssland och hennes arrangerade giftermål med Peter III. I stället för kärlek och lycka möts hon av en farlig och bakåtsträvande värld som hon bestämmer sig för att förändra.

## Rollista (i urval)
| Elle Fanning         | – Katarina den stora |
| Nicholas Hoult       | – Peter III          |
| Phoebe Fox           | – Marial             |
| Gwilym Lee           | – Grigor             |
| Louis Hynes          | – Vlad               |
| Florence Keith-Roach | – Tatyana            |
| Belinda Bromilow     | – Elizabeth          |
| Charity Wakefield    | – Georgina           |
| Jane Mahady          | – Katya Velcra       |